# Asteroschema intectum
Asteroschema intectum är en ormstjärneart som beskrevs av George Richard Lyman 1878. Asteroschema intectum ingår i släktet Asteroschema och familjen Asteroschematidae. Inga underarter finns listade i Catalogue of Life.